# 陳宏銘
陳宏銘，台灣校園民歌歌手及詞曲創作者，小烏鴉合唱團成員。最著名的作品是〈被遺忘的時光〉。

## 生平
陳宏銘出生於澎湖，後來搬到台北市居住。
高中三年級時，陳宏銘與同學黃力奇、江志棋以「小烏鴉三重唱」參加了海山唱片於1978年在永琦百貨舉辦的第一屆民謠風，演唱自己的創作曲〈別了彩雲〉結果獲得名次，也被海山唱片相中，成為一位校園民歌手。由小烏鴉合唱團成員演唱的〈俏姑娘〉、〈大海邊〉、〈別了彩雲〉、〈盼望〉等歌曲陸續收錄在《民謠風》系列合輯中，後來他們也在海山唱片女歌手劉嘉玲的專輯中擔任合音。
陳宏銘的創作〈知心友〉、〈露珠〉、〈心星〉等歌曲，由其他歌手演唱，也陸續收錄在《民謠風》系列合輯中。而他創作的〈被遺忘的時光〉及〈晨書〉等歌曲，也收錄在第二屆民謠風參賽歌手蔡琴的首張專輯《出塞曲》中。
畢業於世界新聞專科學校三專部廣播電視科。在家裡希望他有份穩定工作的期望下，退伍後，由臺灣警察專科學校甲種警員班112期畢業擔任警察。任職期間因常常被上級指派辦理音樂相關的活動，使得陳宏銘發覺自己想從事的是音樂的工作，於是辭職(任職期間有四年和十一年兩種說法)。任職保安警察第一總隊期間與同事三人組隊參加台視《五燈獎》的團體歌唱比賽單元〈你彈我唱〉，隊名「立農隊」，是《五燈獎》第55位五度五關得主。
1993年，與包志青組成二重唱「小烏鴉與野鴿子」發行過一張專輯。
2006年左右，在歌手李明洋的鼓勵下，開始創作台語歌，爾後創作有至少200多首台語歌曲。。
電影《無間道》上映後，電影公司送他DVD。再次聽見〈被遺忘的時光〉令陳宏銘想起當時創作的心情。他在2010年左右搬回澎湖定居，在故鄉的海灘旁開了一家咖啡店，並成立菊島音樂文化有限公司，以澎湖為中心進行音樂活動。
2015年，陳宏銘為2015年中國國民黨總統提名選舉候選人洪秀柱寫了競選歌曲〈台灣是咱的名〉。

## 〈被遺忘的時光〉
寫下〈被遺忘的時光〉時，陳宏銘還是個高三生。當時正在背英文的陳宏銘，回想起自己七歲前住在澎湖的情景：因為澎湖少雨，聽著雨滴打在玻璃上，是他童年最快樂的時光。正巧當時吉他就在身旁，就創作了這首歌。本來歌名想叫〈是誰在敲打我窗〉，最後改為〈被遺忘的時光〉。
當時同樣參加了「民謠風」比賽的蔡琴偶然間在演出裡聽到陳宏銘演唱〈被遺忘的時光〉，向製作人表達了想唱的意願，收錄了這首歌在1980年出版的首張個人專輯《出塞曲》裡。
2002年的電影《無間道》裡使用了〈被遺忘的時光〉並掀起風潮。2008年，侯孝賢導演的法國電影《紅氣球》中也採用了這首歌的法語版。

## 主要作品
- 〈別了彩雲〉[a]（由陳宏銘主唱，收錄於1978年的合輯《民謠風》）
- 〈被遺忘的時光〉（收錄於蔡琴1980年的專輯《出塞曲》）
- 〈露珠〉[b]（收錄於銀霞1980年的專輯《妳那好冷的小手》）
- 〈聲聲叫著你〉（收錄於陳雷2007年的專輯《失落的夢》）
- 〈台灣我愛你〉（收錄於洪榮宏2019 年的專輯《男子漢加油》）

## 個人專輯
- 《被遺忘的時光1-套牢》，2009年[8]

## 註解
1. 1 2 3  由陳宏銘作曲，作詞者為陳宏銘的弟弟陳宏彰。
2. 1 2 3 4  由陳宏銘作曲。